# Bataille d'Abou-Ageila (1967)
Guerre des Six Jours
La bataille d'Abu-Ageila (également connue sous le nom de bataille d'Umm-Qatef ; hébreu : קְרַב אוֹם־כָּתֵף) est un affrontement militaire entre les Forces de défense israéliennes et l'armée égyptienne lors de la guerre des Six jours de juin 1967. La défaite décisive des Égyptiens est essentielle à la perte éventuelle de toute la péninsule du Sinaï au profit d'Israël. A la tête des forces israéliennes se trouve le général de division Ariel Sharon, plus tard un politicien de premier plan et premier ministre d'Israël.

## Arrière-plan
L'attaque israélienne à Abu-Ageila fait partie de l'offensive israélienne dans le désert du Sinaï. L'offensive du Commandement Sud consiste en trois divisions : la 84e division d'Israel Tal, la 31e division d'Avraham Yoffe et la 38e division d'Ariel Sharon. Sharon est chargé de la capture du carrefour routier à Abu-Ageila, afin d'accéder à la route centrale dans le désert du Sinaï. Les Égyptiens font des préparatifs considérables pour y empêcher une brèche. Les défenses égyptiennes se sont concentrées sur le plateau d'Um-Katef (ou Umm-Qatef) à l'est d'Abu-Ageila, à environ 25km de la frontière israélienne. Les défenses constituent une partie importante du plan de défense global, appelé Qahir, dans les préparatifs de la guerre attendue, connue plus tard sous le nom de guerre des Six jours.

## Forces opposées
Les soldats israéliens sont au nombre d'environ 14 000. Les effectifs des troupes égyptiennes sont estimés à 8 000. Plus important encore, les Israéliens ont un avantage significatif en blindés : contre 66 T34/85 soviétiques égyptiens de la Seconde Guerre mondiale dotés de canons de 85 mm et 22 SU-100 dotés de 100 mm, les forces israéliennes déploient un total de 150 chars modernes : des AMX-13 légers avec des canons de 75 mm, ainsi qu'une centaine de chars britanniques Centurion et M-50 et M-51 Sherman, considérablement améliorés par rapport à leur version de la Seconde Guerre mondiale et armés de chars français avec des canons de 75 millimètres et de canons anti-char de 105 mm. Les canons utilisés ici par les Centurions sont les 105 mm Canons de chars Royal Ordnance L7, spécialement conçus pour vaincre le T-54 soviétique (beaucoup plus modernes que les deux types de chars utilisés par les Égyptiens dans cette bataille). De l'autre côté, le meilleur canon de char disponible pour les Égyptiens est celui des chars SU-100 (une pièce d'artillerie de la fin de la Seconde Guerre mondiale surpassée par le blindage frontal du Centurion, bien qu'elle constituait une menace pour les AMX-13). En conséquence, en plus de la supériorité numérique, les chars israéliens ont également une portée et une puissance de feu supérieures à celles de leurs adversaires égyptiens.

## Ordre de bataille

### forces israéliennes
- 38e division blindée
  - Bataillon divisionnaire de reconnaissance mécanisée
  - 14e brigade blindée (avec des chars Super Sherman)
  - 63e bataillon blindé (avec des chars Centurion)
  - 99e brigade d'infanterie "Néguev"
  - 80e brigade de parachutistes
  - 6 bataillons d'artillerie (105 mm & 155 obusiers mm)
  - Bataillon divisionnaire du génie
  - Force AB, groupement tactique improvisé de la taille d'une brigade

### Forces égyptiennes
- 2e division d'infanterie
  - 12e brigade d'infanterie
    - 37e, 38e, 39e bataillons d'infanterie

  - 51e brigade d'artillerie
    - 330e, 332e, 334e bataillons d'artillerie

  - 2 compagnies antiaériennes
  - 1 compagnie de fusées antichars

Attaché à la 12e brigade
- 6e régiment de chars (66 T34/85)
  - 288 bataillon de chars
- 1 bataillon antichar mécanisé (22 SU-100)
- 352e bataillon d'infanterie
- 299e bataillon d'artillerie
- 336e bataillon d'artillerie moyenne

## Défenses égyptiennes
La défense égyptienne s'établit comme suit : la 2e division d'infanterie a préparé des défenses dans la zone entre Abu-Ageila et Kusseima, avec le centre placé dans la zone du plateau d'Um-Katef – Barrage de Ruafa, avec la 12e brigade d'infanterie défendant Um-Katef et la 10e brigade d'infanterie Kusseima. Um-Katef est une bonne position, car elle est bordée par une zone de dunes de sable au nord et de montagnes rocheuses au sud. Sur ce plateau, les Égyptiens construisent trois tranchées parallèles d'environ cinq kilomètres chacune, renforcées par des bunkers en béton. Chaque tranchée est défendue par un bataillon d'infanterie, la tranchée avant étant renforcée par un escadron de chars enfoui. À l'arrière se trouvent deux bataillons d'artillerie de soutien (330th, 334th), derrière eux le reste du 288th Tank Battalion prêt à contre-attaquer. Au nord, bloquant la piste de Batur à la position 181, se trouvent le 38e bataillon d'infanterie, le 299e bataillon d'artillerie et une compagnie antichar de dix SU-100. Ils doivent protéger le flanc de la position principale au sud-est.
À cinq kilomètres à l'ouest du périmètre du plateau d'Um-Katef se trouve le barrage de Ruafa. Enfouis ici se trouvent le 352e bataillon d'infanterie et les 332e et 336e bataillons d'artillerie. À cinq kilomètres au nord-ouest d'Abu-Ageila, au puits et au centre logistique d'Awlad Ali, le reste du 6e régiment de chars (un bataillon de chars) est positionné pour bloquer les forces ennemies venant du nord-est ou contre les positions de la 12e brigade. à l'est ou au sud-est.
À l'est, devant les positions de la 12e brigade sur la crête d'Umm Tarafa, se trouve un avant-poste tenu par une compagnie d'infanterie du 38e bataillon, un escadron de chars du 288e bataillon et deux canons sans recul B-10. À la position 239, au sud d'Umm Tafara se trouve un peloton du 37e bataillon d'infanterie, avec deux canons sans recul B-10 et deux armes antichar. Plus à l'est, à Tarat Umm Basis, près de la frontière israélienne, se trouve le 2e bataillon de reconnaissance, qui doit avertir de toute attaque israélienne.

## Bataille
Le plan d'attaque israélien est basé sur des renseignements recueillis deux jours avant le début de la guerre, qui indiquent qu'Um-Katef est défendue par un seul bataillon d'infanterie. Sur la base de ces informations, les Israéliens planifient une attaque frontale par leur bataillon de chars. Après des bombardements aériens, ce bataillon de chars lance son attaque sur Um-Katef le 5 juin à 08h15. L'attaque s'est cependant arrêtée en raison de la résistance d'une formation égyptienne inconnue et d'un champ de mines inconnu, causant la perte de sept centurions israéliens. Les nouveaux ordres pour le bataillon de chars sont d'interrompre l'attaque et d'attaquer par le nord, à travers les dunes de sable. Désormais, la 14e brigade blindée (deux bataillons de chars Super Shermans et deux bataillons d'infanterie blindés en halftracks) reçoit l'ordre d'attaquer frontalement plus au sud. Après un court bombardement aérien, cette attaque commence à 12h30, mais est forcée de s'arrêter.
Maintenant que la force et les positions des Égyptiens sont connues, le général Sharon change ses plans. Le bataillon de chars indépendant reçoit l'ordre de traverser les dunes de sable en suivant un chemin de chameau et d'attaquer les blindés égyptiens au barrage de Ruafa. Dans le même temps, la 14e brigade blindée attaquerait depuis l'Est. Cependant, avant que cela ne puisse se produire, Um-Katef devrait être prise, une tâche confiée à la brigade d'infanterie de Sharon, tenue en réserve jusque-là. Cette attaque d'infanterie dot se produire sous le couvert de l'obscurité, après une approche secondaire d'Um-Katef à travers les dunes de sable. Pendant ce temps, les blindés israéliens fourniraient un soutien et toute l'artillerie israélienne serait utilisée pour soutenir cette attaque. Cela signifie qu'il n'y aurait pas de tir de suppression sur l'artillerie égyptienne, rendant l'infanterie israélienne extrêmement vulnérable. Il est décidé que l'artillerie égyptienne serait mise hors de combat avant l'attaque en utilisant la brigade de parachutistes. Cependant, avec seulement six hélicoptères disponibles, seul un nombre limité d'unités peut être utilisé. Pendant ce temps, le bataillon de chars indépendant est engagé par les défenseurs égyptiens dans les dunes de sable à 16h00 et a pu continuer vers ses positions près d'Abu-Ageila et du barrage de Ruafa à 18h00. La brigade d'infanterie est en place vers 23h00, tandis que les parachutistes, après avoir été découverts et tirés par l'artillerie égyptienne, ont atteint leurs positions d'attaque à 23h00.
L'attaque commence le 5 juin, à 00h00, après que l'artillerie israélienne eut tiré de 23h30 à 00h00, les chars israéliens se mettant en position sous le bruit de l'artillerie. Après de violents combats, les bataillons d'infanterie israéliens franchissent les tranchées d'Um-Katef, dont un tiers est dégagé à 02h30. Maintenant, les ingénieurs commencent à dégager un chemin à travers le champ de mines qui est achevé à 04h00, permettant à la 14e brigade blindée de se diriger vers le barrage de Ruafa. Le 6 juin à 07h00, les Israéliens attaquent les bataillons de chars égyptiens et les bataillons antichars de deux côtés, avec les chars Centurion du 14e à l'est et les chars Super Sherman à l'ouest. Après trois heures de combats, ces unités égyptiennes sont détruites, après quoi les restes de la 12e brigade égyptienne sont éliminés. Vers midi, le carrefour routier d'Abu-Ageila est aux mains des Israéliens et la route vers le Sinaï est ouverte. La bataille s'est terminée avec 40 tués et 19 chars perdus pour les Israéliens, et 2 000 tués et 60 chars perdus du côté égyptien.

## Conséquences
La victoire à Abu-Ageila signifie que la route vers le Sinaï central est ouverte aux Israéliens en général, à Sharon et à ses forces en particulier. De nombreuses unités égyptiennes sont restées intactes et auraient pu tenter d'empêcher les Israéliens d'atteindre le canal de Suez. Cependant, lorsque le ministre égyptien de la Défense, le maréchal Abdel Hakim Amer entend parler de la chute d'Abu-Ageila, il panique et ordonne à toutes les unités du Sinaï de se retirer sur la rive ouest du canal de Suez en une seule journée. Il n'y a pas de plan pour la retraite, de sorte que les unités laissent derrière elles du matériel lourd et dépassent même parfois leurs commandants. Cela conduit les Israéliens à se précipiter pour capturer des sites abandonnés et à obtenir des quantités importantes de chars et d'équipements abandonnés. Tant de choses sont capturées intactes qu'après la guerre, trois brigades mécanisées et deux blindées sont créées à partir de cet équipement abandonné.[réf. nécessaire] L'ordre de retrait signifie effectivement la défaite de l'Égypte. Au 8 juin, la majeure partie de la région du Sinaï est occupée par les forces israéliennes.